# Leucochrysa boxi
Leucochrysa boxi är en insektsart som beskrevs av Navás 1930. Leucochrysa boxi ingår i släktet Leucochrysa och familjen guldögonsländor. Inga underarter finns listade i Catalogue of Life.